# Gracilinanus
Gracilinanus ist eine Gattung aus der Familie der Beutelratten (Didelphidae). Sie ist im nördlichen und mittleren Südamerika beheimatet.

## Allgemeines
Diese Tiere sind mausähnliche Beuteltiere, die allerdings keinen Beutel besitzen. Ihr Fell ist an der Oberseite grau oder braun gefärbt, die Unterseite ist heller, oft weißlich. Wie alle kleineren Beutelratten haben sie große Augen, eine spitze Schnauze und große Ohren. Diese Tiere erreichen eine Kopfrumpflänge von 7 bis 14 Zentimetern und eine Schwanzlänge von 9 bis 16 Zentimetern.
Lebensraum dieser Beutelratten sind vorwiegend Wälder, manchmal kommen sie auch auf Plantagen vor. Es sind nachtaktive Einzelgänger, die meistens in den Bäumen leben, manchmal aber auch auf den Boden kommen. Tagsüber schlafen sie in Nestern aus Blättern und Zweigen. Sie sind Allesfresser, die in erster Linie Insekten und andere Wirbellose sowie Früchte zu sich nehmen.
Da die Weibchen keinen Beutel haben, schleppen sie die Jungtiere in den ersten Lebensmonaten an ihren 11 bis 15 Zitzen hängend mit sich herum. Wie bei allen Beutelratten dürfte die Tragzeit kurz (rund 14 Tage), die Wurfgröße hoch (rund 6) und die Lebenserwartung gering sein.
Die Tiere werden vom Menschen nicht direkt verfolgt, leiden aber am Verlust des Lebensraumes durch Waldrodungen. 

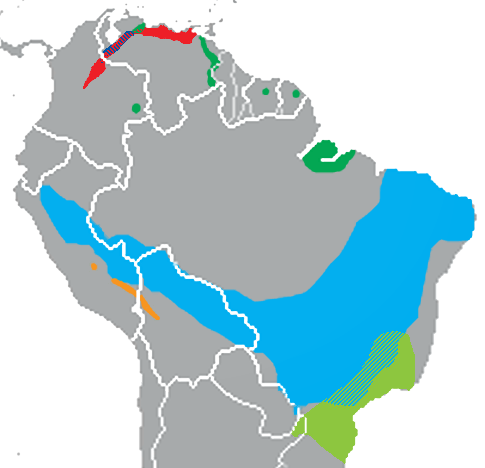
Die Verbreitungsgebiete von sechs Gracilinanus-Arten
Gracilinanus aceramarcae
Gracilinanus agilis
Gracilinanus dryas
Gracilinanus emiliae
Gracilinanus marica
Gracilinanus microtarsus

## Systematik
Bis 1989 wurde diese Tiere in die Gattung der Zwergbeutelratten (Marmosa) eingeordnet. Aufgrund von Unterschieden im Bau des Schädels und der Zähne wurde 1989 die eigene Gattung Gracilinanus errichtet. In jüngster Zeit wurden die Gattungen Hyladelphys und Cryptonanus abgetrennt.
Heute werden sieben Arten unterschieden:
- Die Bolivianische Schmalbeutelratte (Gracilinanus aceramarcae) ist nur von zwei Stellen in Peru und Bolivien bekannt. Die IUCN listet die Art als stark bedroht.
- Die Flinke Schmalbeutelratte (Gracilinanus agilis) ist im nördlichen und mittleren Südamerika beheimatet.
- Die Wald-Schmalbeutelratte (Gracilinanus dryas) ist in Kolumbien und Venezuela beheimatet.
- Die Emilia-Schmalbeutelratte (Gracilinanus emiliae) ist im nördlichen Brasilien beheimatet.
- Die Nördliche Schmalbeutelratte (Gracilinanus marica) kommt in Kolumbien und Venezuela vor.
- Die Brasilianische Schmalbeutelratte (Gracilinanus microtarsus) lebt im südöstlichen Brasilien.
- Die Peru-Zwergbeutelratte (Gracilinanus peruanus) kommt im südöstlichen Peru, im nördlichen Bolivien und im brasilianischen Bundesstaat Rondônia vor.[1]